# Uncanny valley

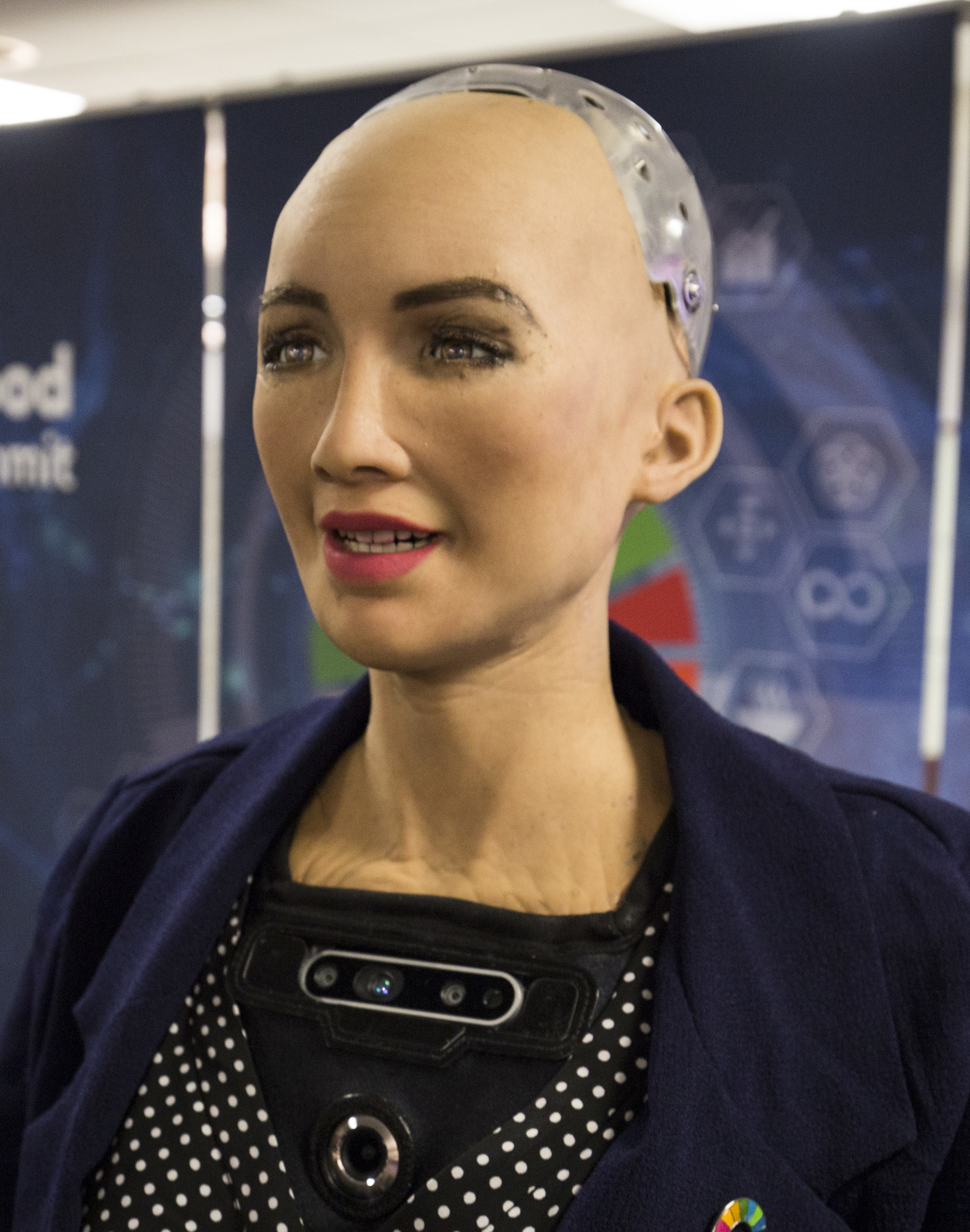
L'androide Sophia creato dalla Hanson Robotics Limited. Le fattezze molto realistiche del robot possono mettere a disagio chi lo osserva.

L'uncanny valley (lett. "valle perturbante") è un'ipotesi presentata nel 1970 dallo studioso di robotica nipponico Masahiro Mori e pubblicata nella rivista Energy. La ricerca analizza sperimentalmente come la sensazione di familiarità e di piacevolezza sperimentata da un campione di persone e generata da robot e automi antropomorfi possa aumentare al crescere della loro somiglianza con la figura umana, fino ad un punto in cui l'estremo realismo rappresentativo produce però un brusco calo delle reazioni emotive positive, a causa della non concreta realisticità, destando sensazioni spiacevoli come repulsione e inquietudine paragonabili al perturbamento.
Esempi possono essere trovati nella robotica, nell'animazione digitale, nelle bambole realistiche, nonché nella crescente diffusione della realtà virtuale, della realtà aumentata e dell'animazione fotorealistica.

## Etimologia
Il professore di robotica Masahiro Mori individuò per la prima volta il concetto nel 1970, formulandolo come "不気味の谷現象" ("bukimi no tani genshō"). Il termine è stato tradotto come uncanny valley nel libro, del 1978, Robots: Fact, Fiction, and Prediction scritto da Jasia Reichardt. Nel corso del tempo, questa traduzione ha creato un collegamento involontario con il concetto psicoanalitico del perturbante di Ernst Jentsch stabilito nel suo saggio, del 1906, Sulla psicologia del perturbante, che fu poi notoriamente criticato ed esteso da Sigmund Freud nel saggio, del 1919, Il perturbante.

## Ipotesi
L'ipotesi originale di Masahiro Mori afferma che man mano che l'aspetto di un robot diventa più umano, la risposta emotiva di alcuni osservatori al robot diventa a sua volta sempre più positiva ed empatica, fino a raggiungere una soglia oltre la quale la risposta si tramuta rapidamente in una forte repulsione. Tuttavia, siccome l'aspetto del robot continua a diventare meno distinguibile da un essere umano, la risposta emotiva ridiventa nuovamente positiva e si avvicina ai livelli di empatia reciproca umana.
Questa risposta repulsiva suscitata da un robot con aspetto e movimento tra il grado di entità "in un certo senso umana" e "totalmente umana" è la uncanny valley. Il nome concepisce l'idea che un robot dall'aspetto quasi umano sembri eccessivamente "strano" per alcuni esseri umani, producendo una sensazione di inquietudine e perciò non riuscendo ad evocare la risposta empatica richiesta per una possibile interazione produttiva uomo-robot.

## Il grafico

Grafico che mostra la Uncanny valley

Il grafico ha nell'asse delle ascisse la somiglianza all'uomo crescente con l'aspetto del corpo umano di oggetti come robot e marionette o situazioni messe in presenza del campione di individui analizzato da Masahiro e nell'asse delle ordinate la sensazione di familiarità (empatia) provata dal campione nei confronti degli anzidetti oggetti.
La linea tratteggiata, nella sua prima parte in ascesa, mostra la risposta emotiva inizialmente positiva nel caso di automi antropomorfi semoventi che cresce all'aumentare della somiglianza degli automi alle fattezze umane, finché a un certo punto l'eccessiva somiglianza produce una brusca flessione del gradimento (uncanny valley) arrivando ad assumere valori negativi che corrispondono alle sensazioni negative, quali repulsione e turbamento, provate dal campione. La reazione di avversione maggiore si ha nei confronti di personificazioni di zombi. La linea tratteggiata risale quando viene considerato il gradimento nei confronti di protesi degli arti; sale ancora se vengono prese in esame le rappresentazioni del genere bunraku (teatro di marionette giapponese); e infine la sensazione di familiarità è massima nei confronti di individui sani.
Lo stesso avviene con la linea continua che mostra la risposta del campione in presenza di soggetti inanimati, fermi, come animali impagliati. La zona perturbante in questo caso si ha in corrispondenza di un'esposizione a corpi inanimati (cadaveri).

## Ricerca
Una serie di studi ha indagato sperimentalmente se esistono effetti uncanny valley per le immagini statiche dei volti dei robot. Maya B.Mathur e David B. Reichling hanno utilizzato due set complementari di stimoli che vanno da molto meccanici a molto umani: in primo luogo, un campione di 80 immagini di volti di robot scelti oggettivamente dalle ricerche su Internet, e, in secondo luogo, una serie di 6 volti controllati morfometricamente e graficamente. Hanno chiesto ai soggetti di valutare esplicitamente la simpatia di ogni volto. Per misurare la fiducia nei confronti di ogni faccia, i soggetti hanno completato un gioco di investimento one-shot per misurare indirettamente quanti soldi erano disposti a "scommettere" sull'affidabilità di un robot. Entrambi i set di stimoli hanno mostrato un robusto effetto uncanny valley sulla simpatia esplicitamente valutata e un uncanny valley più dipendente dal contesto sulla fiducia implicitamente valutata. La loro analisi esplorativa di un meccanismo proposto per la perturbante valle, la confusione percettiva al confine di una categoria, ha rilevato che la confusione di categoria si verifica nella perturbante valle ma non media l'effetto sulle risposte sociali ed emotive.
Uno studio condotto nel 2009, da Shawn A. Steckenfinger e Asif A. Ghazanfar, ha esaminato il meccanismo evolutivo alla base dell'avversione associata alla Uncanny valley. A un gruppo di cinque scimmie sono state mostrate tre immagini: due diverse facce di scimmia 3D (realistiche, non realistiche) e una foto reale del volto di una scimmia. Lo sguardo delle scimmie è usato come indicatore di preferenza o avversione. La faccia realistica della scimmia 3D è stata guardata meno della foto reale o della faccia irrealistica della scimmia 3D, questo risultato è stato interpretato come un'indicazione che il gruppo di scimmie ha trovato avversa la faccia 3D realistica, oppure ha preferito le altre due immagini. Come ci si aspetterebbe dalla uncanny valley, più realismo può avere come effetto reazioni meno positive, e questo studio ha dimostrato che né i processi cognitivi specifici dell'uomo, né la cultura umana spiegano il fenomeno. In altre parole, si può dire che questa reazione avversa al realismo sia di origine evolutiva.
A partire dal 2011, i ricercatori dell'Università della California, San Diego e del California Institute for Telecommunications and Information Technology stavano misurando le attivazioni del cervello umano legate alla uncanny valley. In uno studio che utilizza la RMF, un gruppo di scienziati cognitivi e studiosi di robotica ha trovato le maggiori differenze nelle risposte cerebrali per i robot misteriosi nel lobo parietale, su entrambi i lati del cervello, in particolare nelle aree che collegano la parte della corteccia visiva del cervello che elabora movimenti con la sezione della corteccia motoria che si pensa contenga i neuroni specchio. I ricercatori affermano di aver visto, in sostanza, prove di discrepanza o conflitto percettivo. Il cervello "si è illuminato" quando l'aspetto umano dell'androide e il suo movimento robotico "non hanno funzionato". Ayşe Pınar Saygın, un assistente professore dell'UCSD, ha affermato che "Il cervello non sembra sintonizzato selettivamente né sull'aspetto biologico né sul movimento biologico di per sé. Quello che sembra fare è cercare che le sue aspettative siano soddisfatte - che l'aspetto e il movimento siano congruenti.
Tinwell et al. (2011) stanno studiando la percezione dello spettatore in relazione all'espressione facciale e al linguaggio di personaggi realistici e simili a quelli umani destinati a videogiochi e film. La considerazione è anche data da Tinwell et al. (2010) su come il perturbante possa essere esagerato per i personaggi antipatici nei giochi horror di sopravvivenza. Basandosi sul corpus di lavori già intrapresi nella scienza degli androidi, questa ricerca intende costruire un quadro concettuale della uncanny valley utilizzando personaggi 3D generati in un motore di gioco in tempo reale. L'obiettivo è analizzare come i fattori intermodali dell'espressione facciale e del linguaggio possano esagerare il perturbante. Tinwell et al. (2011) hanno anche introdotto la nozione di un uncanny wall (traducibile in muro perturbante) "non scalabile", la quale suggerisce che il discernimento di uno spettatore per rilevare le imperfezioni nel realismo manterrà il passo con le nuove tecnologie nella simulazione del realismo. Un riassunto della ricerca di Angela Tinwell sulla uncanny valley, le ragioni psicologiche dietro il perturbamento e il modo in cui i designer possono superare il perturbante nei personaggi virtuali simili a quelli umani, è fornito nel suo libro The Uncanny Valley in Games and Animation pubblicato nel 2014 dalla casa editrice CRC Press.

## Negli effetti visivi
Il film del 2001 Final Fantasy, primo lungometraggio fotorealistico animato al computer, ha provocato reazioni negative da parte di alcuni spettatori a causa delle sue rappresentazioni visive quasi realistiche ma imperfette di personaggi umani. Il critico del Guardian Peter Bradshaw ha affermato che mentre l'animazione del film è brillante, "i volti umani solennemente realistici appaiono tremendamente falsi proprio perché sono quasi realistici, ma non del tutto".
Diversi recensori del film d'animazione Polar Express del 2004 hanno definito la sua animazione inquietante. Il recensore di CNN.com Paul Clinton ha scritto: "Quei personaggi umani nel film sembrano decisamente... beh, inquietanti. Quindi The Polar Express è nel migliore dei casi sconcertante e, nel peggiore dei casi, un po' orribile". Il termine "inquietante" è stato usato dalla recensitrice Manohla Dargis. Il direttore dell'animazione Ward Jenkins ha scritto un'analisi online che descrive come i cambiamenti nell'aspetto dei personaggi di Polar Express, in particolare nei loro occhi e nelle sopracciglia, avrebbero potuto evitare quella che considerava una sensazione di morte nei loro volti.
In una recensione del film d'animazione del 2007 Beowulf, lo scrittore di tecnologia del New York Times David Gallagher ha scritto che il film ha fallito il test di uncanny Valley, affermando che il cattivo del film, il mostro Grendel, era "solo leggermente più spaventoso dei primi piani del nostro eroe".
Il film d'animazione del 2011 Milo su Marte è stato ampiamente criticato per essere inquietante e innaturale a causa del suo stile di animazione.
I recensori avevano opinioni contrastanti sul fatto che il film d'animazione del 2011 Le avventure di Tintin - Il segreto dell'Unicorno fosse influenzato dall'uncanny valley. Daniel D. Snyder di The Atlantic ha scritto che "invece di cercare di dare vita alla bellissima opera d'arte di Hergé, Spielberg e compagni hanno scelto di portare il film nell'era 3D utilizzando la tecnica di motion capture alla moda per ricreare Tintin e i suoi amici. L'originale Tintin avrebbe il viso scarno e non ha mai sofferto per la mancanza di espressione. Ora è dotato di un volto alieno e sconosciuto, la sua pelle plastica punteggiata di pori e rughe sottili. Ha aggiunto: "Dando loro vita, Spielberg ha reso i personaggi morti". In una nota l'Economist ha definito gli elementi dell'animazione "grotteschi", scrivendo: "Tintin, Captain Haddock e gli altri esistono in ambientazioni quasi fotorealistiche, e quasi tutte le loro caratteristiche sono quelle di persone in carne e ossa. Eppure hanno ancora le dita a salsiccia e il naso gonfio dei personaggi dei fumetti. Non è tanto "Il segreto dell'unicorno" quanto "l'invasione degli ultracorpi". Altri recensori hanno ritenuto che il film sia riuscito ad evitare l'uncanny valley nonostante il realismo dei suoi personaggi animati. La critica Dana Stevens di Slate ha scritto: "Con la possibile eccezione del personaggio del titolo, il cast animato di Tintin sfugge per un pelo all'intrappolamento nella cosiddetta uncanny valley".
Nel film francese Il più grande uomo scimmia del Pleistocene, che utilizza il motion capture, sono state criticate le scimmie perché ritenute inquietanti. La critica Wendy Ide di TimeOut ha affermato che le suddette hanno "figure stranamente umanoidi" e "volti umani riconoscibili".
Il film del 2019 Il re leone, remake del film del 1994, ha diviso i critici sull'efficacia delle sue immagini. Ann Hornaday del Washington Post ha scritto che le immagini erano così realistiche che "il 2019 potrebbe essere ricordato come l'estate in cui abbiamo lasciato per sempre la uncanny valley". Altri critici hanno ritenuto che il realismo degli animali e l'ambientazione rendessero le scene in cui i personaggi cantano e ballano inquietanti e "strane".

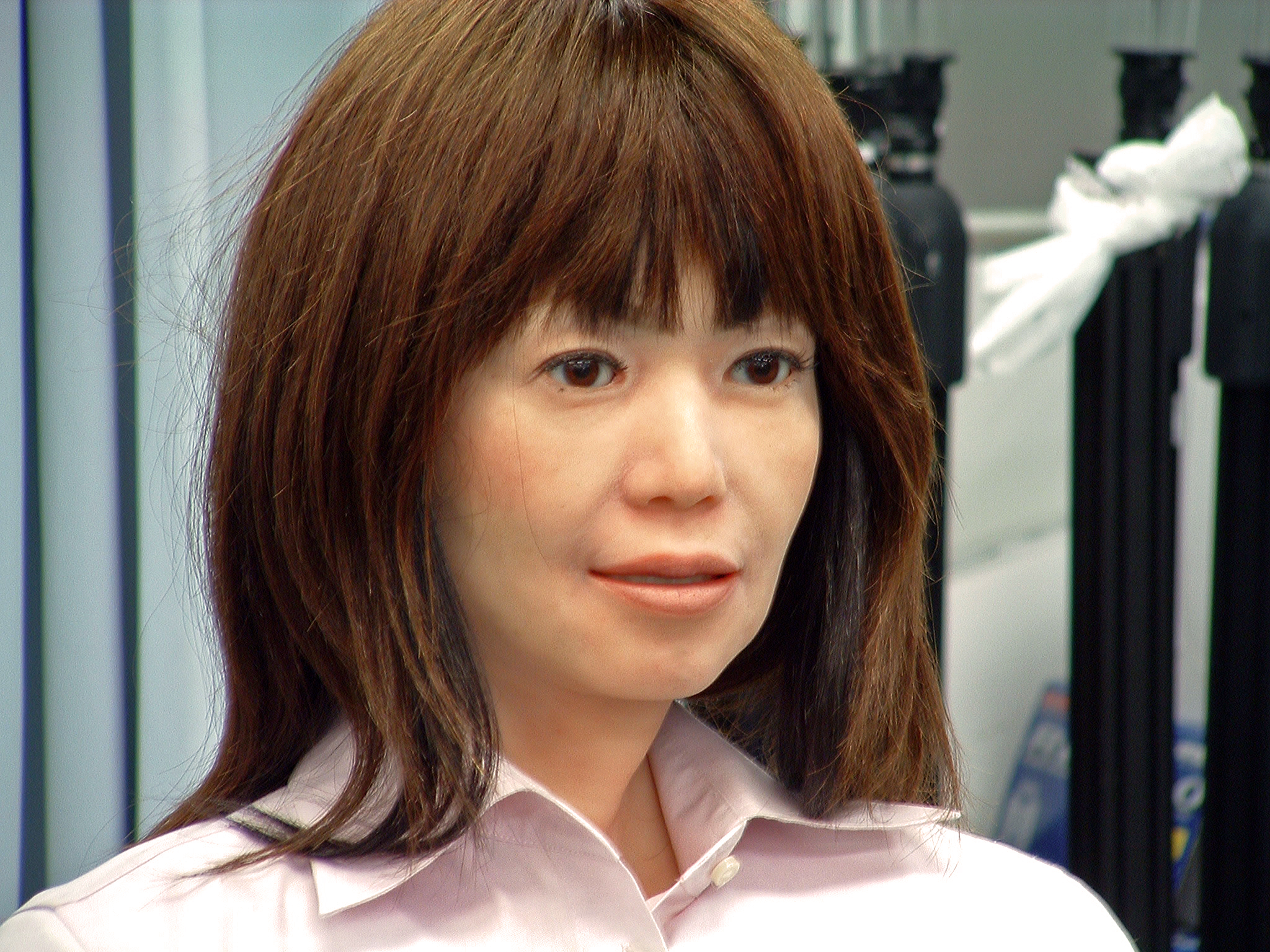
La replicante Q2 realizzata dal team di T.Minato, T. Shimada, M. Ishiguro, H. Itakura in collaborazione con la Kokoro Company

Il film del 2020 Sonic è stato posticipato di tre mesi per rendere l'aspetto del protagonista meno umano e più cartoonesco, a seguito di una reazione estremamente negativa del pubblico al primo trailer.
Diversi commentatori hanno citato i personaggi metà umani metà gatto della CGI nel film Cats del 2019 come un esempio dell'effetto uncanny valley; al trailer del film e dopo l'uscita effettiva del film.
Nella serie del 2022 She-Hulk: Attorney at Law, l'aspetto del personaggio principale, She-Hulk, raffigurato tramite CGI, è stato criticato da alcuni recensori come appartenente alla uncanny valley e paragonato negativamente all'aspetto di Hulk nella stessa serie.

## Studi successivi
L'effetto spiegato nell'uncanny valley è citato da molti ricercatori di robotica e spesso preso in considerazione quando, nella stilizzazione estetica di un robot, si stabilisce il grado di somiglianza umana da conferire alla macchina. In particolare uno studio condotto dalle Università di Osaka Kyoto e San Diego riferisce che la possibilità che un automa ricada nella uncanny valley diminuisce se la gestualità e i movimenti ricalcano fedelmente quelli umani in modo da apparire naturali.
La teoria è stata definita pseudoscientifica da altri ricercatori di robotica mentre Sara Kiesler ricercatrice al Robotics Institute dell'università Carnegie Mellon, che ha condotto studi sulle interazioni tra robot e uomini, ha dichiarato che non ci sono prove per accettare o rifiutare la teoria. Il modo in cui gli androidi vengono percepiti può variare da cultura a cultura influenzando anche l'esistenza, le dimensioni e i valori negativi della uncanny valley.